# 盐城市第一人民医院
盐城市第一人民医院，是中国江苏省的一所医院，为三级医院，位于盐城市越河路14号。

## 规模
盐城市第一人民医院总床位640张，日门诊量1123人次。